# Abusua
Abusua est un système d'organisation clanique matrillinéaire apparu durant la seconde moitié du XVIe siècle dans la culture Akan. C'est le nom donné à un groupement de personnes (ou plus spécifiquement matriclan) qui partagent une ascendance maternelle commune régie par sept divinités féminines. Selon l'abusua, le lignage est considéré passer par le sang de la mère (mogya) et on parle donc de successeur utérin. Il existe plusieurs abusua qui transcendent les différents sous-groupes ethniques en dehors des sept anciens. Les personnes du même abusua partagent un ancêtre commun quelque part dans leur lignée, qui peut remonter à des milliers d'années. Épouser quelqu'un d'un même abusua est considéré tabou. Les différents abusua sont l'Agona (perroquet), l'Aduana (chien), l'Asenie (chauve-souris), l'Oyoko (faucon/faucon), l'Asakyiri (vautour), l'Asona (corbeau), le Bretuo (léopard) et l'Ekuona (taureau).
Selon Gérard Pescheux, la mise en place de la succession matrillinéaire n'est pas uniforme au sein des clans lors des migrations Akan, mais le devient à partir de 1700 sous l'impulsion de l'uniformisation d'Osei Tutu Ier et d'Okomfo Anokye.

## Définition
La notion d'abusua (clan) est directement liée à celle de lignage et de filiation unilinéaire. Elle désigne un groupe d'individus qui reconnaissent un ancêtre commun et pratiquent l'exogamie. Les mariages au sein d'un même clan sont proscrits et l'inceste relève d'un important tabou. En fonction des clans, le mode successoral peut être patrilinéaire ou matrilinéaire, mais la filiation cognatique en est exclue. 
Si le totémisme est une caractéristique récurrente, elle n'est pas systématique au sein des abusua et peut se substituer à la territorialité lorsque le clan obtient la maîtrise d'un territoire important, ou encore au simple culte des ancêtres. Ce dernier est un critère systématique des abusua où chaque membre se réfère à un aïeul, souvent mythique. Ce système soumet alors les membres d'un même abusua à des obligations d'entraide réciproque.
Enfin, ces abusua peuvent être également caractérisés par des fonctions politiques, économiques, rituelles ou militaires. De nombreux critères peuvent varier et définir l'identité propre de chaque abusua. Cette multiplicité est particulièrement importante aujourd'hui puisque le concept possède désormais des contours imprécis. La compréhension du fonctionnement des clans ne peut donc pas se faire par généralisation d'étude de cas spécifiques, puisque toutes les caractéristiques d'un clan ne s'appliquent pas systématiquement à tous les abusua.
La notion de lignage, au sein des abusua, se caractérise par la présence d'une structure d'autorité et d'un représentant chargé de régler les conflits internes au lignage. Cette autorité de lignage est souvent localisée territorialement, ou par une résidence, ou par un siège. Les rituels religieux s'organisent au sein de ce lignage afin de réaliser des offrandes au sein du culte des ancêtres. Le lignage possède à sa tête un chef mâle (abusua-panin) et un chef femelle (obaa-panin) qui sont appuyés par les anciens (abusua-paninfo) pour gérer les affaires et conflits du clan.

## Origine

### Mythe et tradition
Chaque clan possède sa propre tradition orale et son propre mythe originel, cependant ceux-ci se recoupent et suivent plusieurs lignes communes. Selon la version la plus fréquente, abusua signifie "imiter abu" (abu-sua). L'identité de ce personnage est confuse, mais il est généralement présenté comme un okyeame (porte-parole ou émissaire) adansi. Le mythe originel fait état de l'origine du système abusua et de la transition d'un mode de succession patrilinéaire en un mode de succession matrillinéaire.
Plusieurs historiens se partagent la retranscription des mythes originels. La version de Robert Sutherland Rattray indique qu'Abu aurait attiré la colère du roi et est soumis à une lourde amende. Les clans étant à l'époque patrillinéaire, et les dettes pouvant être hérités par la descendance, Abu demande que ces derniers réunissent la somme. Ses enfants refusent et rejoignent la famille de leur mère. Celle-ci prend en charge le paiement de l'amende et, en signe de reconnaissance, Abu lègue ses biens et son héritage à la famille de sa femme. La tradition Adansi conforte cette version et précise l'identité du personnage qui serait le troisième Adansihene (chef Adansi) Asare Abu Nyansa.
D'autres versions remplacent l'amende par une quête d'igname qui mène Abu face au roi qui lui demande de sacrifier son fils en échange. La mère de ce fils refuse et demande à une de ses sœurs si elle accepte de sacrifier un de ses fils. La version s'achève ensuite de la même façon. Gérard Pescheux mentionne toutefois que ces versions, prenant racine dans la publication de Carl Christian Reindorf, comporte plusieurs erreurs chronologiques importantes.
Contrairement à la plupart des mythes, l'origine du système abusua ne fait pas appel au merveilleux ou aux divinités. Elles portent des vecteurs temporels qui situe cette fondation dans le temps, grâce à des concepts déjà institués : présence d'un roi, d'okyeame, agriculture, célébration de la fête de l'igname. Ces éléments permettent de se situer chronologiquement dans la seconde moitié du XVIe siècle.
Ces mythes et traditions sont communs dans toute l'aire culturelle akan. Toutefois, Gérard Pescheux invite à la précaution car cette uniformité pourrait également être le fruit de la vulgarisation et de la réappropriation des travaux des ethnologues.

### D'après l'anthropologie
Deux théories existent sur l'origine des clans et de la matrilinéarité. Une théorie diffusionniste et une théorie dite "du big bang". Antérieurement à ces deux théories, Robert Sutherland Rattray remarque que la matrilinéarité est une caractéristique forte des Akan et de ses branches ethniques. Il émet deux hypothèses : soit ces populations proviennent d'un même point de départ et ils adoptent un système matrillinéaire préexistant dans la région par les autochtones, soit il s'agit d'envahisseurs qui imposent leur organisation sociale dans la région.
La première théorie, soutenue par Eva Meyerowitz, suggère que les Akans étaient déjà organisés en matriclans avant leur migration. En devenant dominants, leur système matrilinéaire s'est imposé aux vaincus, soit par absorption, soit par la contrainte. Cette théorie implique que les migrations importent leur modèle d'organisation politique et commercial qui forment les fondements des nouveaux États d'Adansi, de Denkyira et d'Akwamu. Plusieurs matriclans auraient migrés depuis la Côte d'Ivoire, depuis le Gonja ou encore depuis la boucle du Niger. Selon Meyerowitz, tous ces mouvements de population débutent au XIVe siècle avec une importante dispersion de l'organisation clanique au XVIIe siècle qui découle de la dispersion des clans depuis l'Adansi, à la suite de l'émergence du royaume de Denkyira.
La seconde théorie, soutenue par Ivor Wilks, suggère que les matriclans apparaissent par besoin socio-économique afin de soutenir le défrichage des régions forestières. En effet, l'afflux démographique constant en l'absence de terres suffisantes est un problème et les matriclans permettraient de mobiliser et d'absorber une main d'oeuvre importante. Il donne à cette théorie le nom de "big bang" car l'organisation matrilinéaire apparait à un stade chronologiquement proche de toute une succession d'événements. L'hypothèse de Wilks se base sur une étude bioclimatique de la région et des effectifs nécessaires à l'installation des communautés. Il considère que l'apparition de l'ordre politique et des matriclans répond à une unité de temps et de lieux. Gérard Pescheux souligne une première problématique dans son raisonnement car il prend à la lettre la tradition officielle ashanti et sa théorie n'en est que l'écho, surtout au regard du résultat des différentes fouilles archéologiques menées dans la région et qui vont à l'encontre de cette unité de temps et de lieu pour l'émergence d'une nouvelle organisation socio-économique. De plus, l'unité de temps de la théorie de Ivor Wilks exclue de son schéma les migrations des premiers abusua Ekoona, Asakyere et Agona, fondateurs de l'Adansi puis du Denkyira. En somme, il omet tout clan présent ou en position de force avant l'établissement du pouvoir Oyoko.

## Clans Ashantis
Les clans liés aux lignages royaux ashantis se définissent d'abord par un nom (Oyoko, Bretuo, ...) sans lien direct avec un ancêtre éponyme, mais qui les relie à un événement marquant du groupe. On appartient dès sa naissance à l'un de ces matriclans (clan matrillinéaire) et toute procédure d'expulsion doit être approuvée par l'Asantehene car l'exclusion clanique relève de la perte de citoyenneté chez les Ashantis, ce qui est une prérogative de l'État. À l'inverse, la pratique de l'adoption au sein d'un lignage existe également et doit suivre un rituel spécifique.
Dans le cas des clans ashantis, ils ne possèdent pas de territoires définis, mais bien des sièges (Dwa) qui sont la propriété exclusive d'un lignage. Ils possèdent également un ou plusieurs symboles totémiques ainsi que des interdits alimentaires. Les fonctions religieuses n'appartiennent à aucun clan particulier, mais à des membres désignés dans le lignage. L'Asantehene est, par exemple, grand ordonnateur du rituel de l'Odwira, quel que soit son clan. Chaque matriclan possède un abusuahene (chef de clan), la tendance consiste aujourd'hui à ce que ce titre revienne au détenteur de la plus haute chefferie.
Dans la société ashantis, le lignage est encore aujourd'hui un principe fondamental de l'organisation sociale.

### Clan Aduana
Considéré comme le premier clan sorti du sol à Asantemanso, ils ont également la réputation d'être les premiers arrivés en Adansi, suivi par les Ekoona et les Asenee. Ils forment le clan dominant avant l'arrivée des Oyoko. Ils sont notamment les principaux dirigeants d'une coalition contre les Guan. En conséquence de son ancienneté, plusieurs branches et subdivisions se sont formées, ce qui provoque une certaine confusion sur l'identité de l'ancêtre fondatrice des Aduana, variant d'une tradition orale à l'autre.
Le clan Aduana ne rencontre aucun habitant à son arrivée à Asantemanso. Deux Okyeame (porte-parole) les accompagne. Les premiers membres du clan défrichent la forêts pour s'abriter des dangers de la forêt et construisent des huttes. Selon Pescheux, cet indication désigne la création du premier établissement. L'arrivée du Clan Oyoko dans le récits semble répartir les deux clans dans des tâches différentes. Les lieux de cultes originels, comme celui d'Asantemanso sont à la charge des Aduana tandis que l'Asanteman (contraction d'Asante-oman, soit nation Ashanti) appartient au clan Oyoko.
Les villes et villages fondés par les Aduana sont Asafo, Kaase, Dominase, Ohwin, Suntreso, Essumegya, Kumawu, Domaa, Techiman, Agogo, Suma, Gyaman, Nsoatre, Kwaman, Tikrum, etc. L'Essumegyahene (chef d'Essumegya) est considéré comme l'Aduanahene.

### Clan Ekoona
Il existe peu d'informations sur les Ekoona malgré leur présence avant l'arrivée des Oyoko. Ils seraient venus dans la région de Kumasi depuis Bono, au sein du Royaume de Bono. Ils auraient également supplanté les Adansi sur leur trône.
Ekoona signifie "Les enfants du buffle" car les membres de ce clan auraient été guidés par un buffle, ce qui en fait le tweneboa (totem) des Ekoona.
Les principales chefferies des Ekoona sont Asokore Fomena, Berekum, Sekyera. Trois lignages se partagent par rotation dynastique le siège d'Asokore Fomena, le Fomenahene (chef de Fomena) est également l'Ekoonahene.

### Clan Asenee
Les principales chefferies des Asenee sont Aduaben, Amakum, Nkoranza, Wenchi et Agona. Les fondateurs d'Amakum sont des Asenee venus d'Akrokyere en Adansi. Les alliances matrimoniales sont nombreuses avec les Oyoko. Bafo Pim, fils d'Osei Tutu Ier, a pour mère une princesse Asenee et appartient dès lors à ce clan. Il joue un rôle important dans la chute du royaume de Bono aux côtés d'Opoku Ware Ier, ce dernier est d'ailleurs fils de l'Amakumhene (chef d'Amakum) qui appartient au clan Asenee. L'ancêtre fondatrice des Asenee prend le nom de Gyaata (lion) en raison de son courage et de sa force.
Selon la tradition orale, à la suite d'un conflit avec le Juabenhene (Juaben) qui est un Oyoko, une guerre éclate et l'Asantehene dévaste les terres d'Akyempim. Il fait installer Gyaapa, fils d'Okomfo Anokye, sur le trône d'Akyempim ce qui provoque la déchéance du clan Asenee au profit du clan Aduana.
Le tweneboa (totem) des Asenee est la chauve-souris, considérée pour ses qualités diplomatiques qui caractériseraient les membres de ce clan.

### Clan Asona
Les principaux établissements des Asona sont Ejisu, Offinso, Kyebi, Beposo, Buabinso, Mpraeso, Bonwire, etc. Leur ancêtre commune est Aso Boade qui serait sortie du sol guidée par un éléphant jusqu'à Adaboye Abuakwa en Adansi. Elle donne naissance à Ofori Panin, futur roi d'Abuakwa. Il possède trois frères qui fondent trois nouvelles villes, illustrant la subdivision des Asona en trois branches. Selon la tradition, le conflit éclate à la mort d'Ofori Panin pour la succession dynastique au trône d'Abuakwa. 
Les membres du clan Asona se considèrent comme frères malgré cela. Le chef du clan (Asonahene) est le Kyebihenei (chef de Kyebi) dont la ville serait fondée par le frère aîné du conflit. Le tweneboa des Asona est la corneille, et leur principal interdit est le serpent rouge.

### Clan Asakyere
Les principaux établissements des Asakyere sont Akrokeri, Asakyeri, Abofuo, Ayigya, etc. Les deux ancêtres fondateurs du clan sont Abu et sa soeur Kyei Waa qui seraient sortis du sol à Asantemanso. Le terme Asakyere proviendrait de yansen et yekyire signifiant "le peuple qui est parti sans jamais rebrousser chemin". Cela se réfère à un événement qui explique la migration du groupe à cause de conflits incessants.

### Clan Oyoko
Le clan Oyoko que l'on associe au lignage royal de l'Empire ashanti possède le siège de Kumasi. Cependant, ce siège n'est occupé que par les descendants d'un seul lignage au sein du clan, celui ayant pour ancêtre commun Maanu, la mère d'Osei Tutu Ier. L'appartenance au clan Oyoko ne détermine donc pas un droit de succession au trône royal Ashanti.

### Clan Bretuo-Tana
En juin 1946, l'Asantehene Prempeh II confirme l'abolition du clan Tana au profit du clan Bretuo. La tradition situe ces deux clans au sein de la seconde vague de migration Akan et serait à l'origine de la création de l'État de Kwahu. Les Tana auraient pour origine deux soeurs jumelles qui partent s'installer à Mampong et fondent le clan Bretuo. La constitution du clan Bretuo serait la conséquence de circonstances historiques particulières et d'un événement précis, contrairement aux mythes originels que l'on retrouve chez les autres clans. Par la suite, ils formeront de nombreuses alliances matrimoniales avec les Oyoko de Kumasi. Le clan Tana aurait également déjà été aboli par Opoku Ware Ier qui impose que le trône de Mampong revienne exclusivement aux Bretuo. Aucun autre clan n'a apparemment connu le même sort que le clan Tana. Celui-ci serait réapparu au XIXe siècle à la suite du désordre consécutif de la guerre civile de 1884-1888.
Les Bretuo seraient arrivés à Akyerekyere, en Adansi, vers la fin du XVIe siècle et seraient rejoints une cinquantaine d'années plus tard par les Tana. Ils partent s'installer à Fomase en Adansi et, à la fin du XVIIe siècle, fondent Ayaase. 
Les Bretuo sont détenteurs des sièges de Mampong, Gyamase, Effiduase, Adwira, Ayaase, Apaa, Nkawi, Amoafu, Diposu, etc. Le Mamponhene (chef de Mampong) est considéré comme le Bretuohene. La généalogie des Bretuo est considérée comme l'une des plus complexes car elle comporte de nombreuses erreurs et manipulations. Elle laisse supposer une tradition entre trois lignages, cependant ce chiffre pourrait être plus élevé encore.